# Tadżycki Park Narodowy
Tadżycki Park Narodowy (tadż. Боғи миллии Тоҷикистон) – park narodowy w Tadżykistanie utworzony w 1992 roku. Swoim zasięgiem obejmuje prawie całe pasmo Pamiru. Park narodowy zajmuje powierzchnię 2 661 674 ha, stanowi to 18% powierzchni Tadżykistanu. Chroni się tu m.in.: dzikie owce, irbisy śnieżne czy koziorożce syberyjskie. Na terenie Tadżyckiego Parku Narodowego znajduje się też Lodowiec Fedczenki, najdłuższy lodowiec na świecie poza strefami polarnymi. W 2013 roku park został wpisany na listę światowego dziedzictwa UNESCO.